# Matthew Lindsay McPhail
Matthew Lindsay McPhail (ur. 1 lipca 1854 w Baillieston w Szkocji; zm. 24 listopada 1931 w Park Ridge w stanie Illinois) – niezależny działacz religijny, kompozytor pieśni religijnych, długoletni współpracownik Charlesa T. Russella.

## Życie rodzinne
Urodził się jako syn Hugh McPhaila seniora i Mary Birrell McPhail. 20 czerwca 1878 roku poślubił Catharine (Kate) Kelley (1858–1945). Para miała sześcioro dzieci. Z zawodu był nauczycielem muzyki.

## Działalność religijna
W początkowym okresie swojej działalności religijnej należał do chóru Methodist Episcopal Church of Steubenville w stanie Ohio oraz zarządzał chórem w United Presbyterian Church w tym samym mieście. W roku 1883 kierował chórem w First Methodist Church in Canton, w stanie Ohio będąc w latach 1885–1890 również organistą w tym Kościele. W Canton został przyjacielem późniejszego prezydenta Stanów Zjednoczonych Williama McKinleya, który był członkiem First Methodist Church in Canton.
W roku 1890 M.L. McPhail nawiązał współpracę z założycielem ruchu Badaczy Pisma Świętego, Charlesem T. Russellem. Przez wiele lat do roku 1910 usługiwał w charakterze pielgrzyma. Angażował się w działalność ewangelizacyjną oraz był kompozytorem hymnów, które znalazły się w śpiewnikach Badaczy Pisma Świętego: „Hymny poranne – Radosne pieśni poranne Syjonu” oraz „Radosne pieśni Syjonu na wszystkie zebrania chrześcijańskie”.
W roku 1909 wraz z Ernestem Charlesem Henningesem wdał się w spór doktrynalny z Charlesem T. Russellem, związany z wprowadzeniem przez niego zmian doktrynalnych dotyczących Nowego Przymierza. W efekcie odłączył się od Towarzystwa Strażnica zaprzeczając niewidzialnej obecności Jezusa i innym ważnym wierzeniom Badaczy Pisma Świętego. Po rozstaniu z C.T. Russellem został niezależnym ewangelistą. W Chicago założył niewielką grupę religijną „New  Covenant Believers” („Wierni Nowego Przymierza”). W latach 30. XX wieku jego poglądy jak również poglądy E.C. Henningesa wywarły wpływ na ruch Wolnych Badaczy Pisma Świętego czy Christian Millennial Fellowship.
W latach 1896–1920 M.L. McPhail był również jednym z ważniejszych autorów publikacji Hope Publishing Company, jednego z wiodących wydawnictw muzyki religijnej.

## Twórczość
Opublikowane zbiory utworów muzycznych:
- McPhail’s Anthems (1885)
- The Crown of Song (1886)
- Songs  of  Saving  Power (1890)
- seria Winnowed  Anthems:
  - nº 1 – 1896
  - nº 2 – 1899
  - nº 3 – 1903
  - nº 4 – 1906
  - nº 5 – 1914
  - nº 6 – 1916
- Zion’s Glad Songs of the Morning (1896)
- Zion’s Glad Songs (1900)
- Zion’s Glad Songs No. 2 (1907)
- Zion’s Glad Songs Complete (1908)
- Songs of Comfort (1909)
- Hope Anthems (1919)

Publikacje doktrynalne:
- The Covenants (1909)